# رد پینه پا
رد پینه پا (به انگلیسی: Pugmark) اصطلاحی است که برای اشاره به رد پای بیشتر جانوران (به‌ویژه بزرگ‌زیاگان) به کار می‌رود. "پاگ" در زبان هندی به معنای پا است (سانسکریت पद् "پد"؛ یونانی πούς "poús"). هر گونه جانوری دارای یک رد پینه ویژه است و به همین دلیل برای شناسایی استفاده می‌شود.

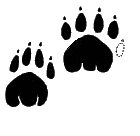
نگاره‌ای از رد پینه پا در گرگ تاسمانی

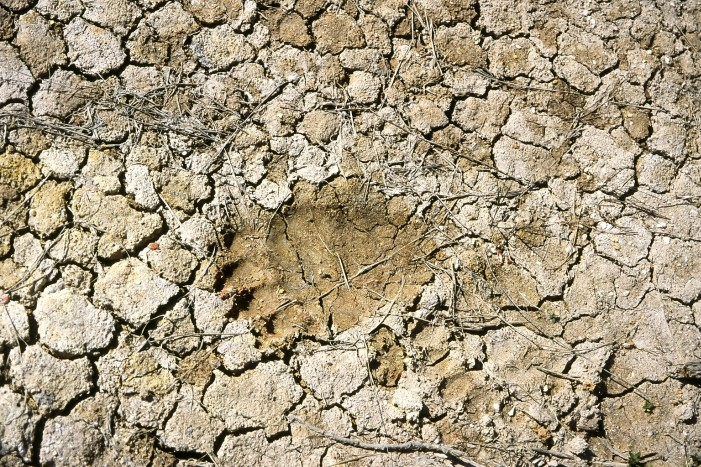
رد پینه پای یک خرس

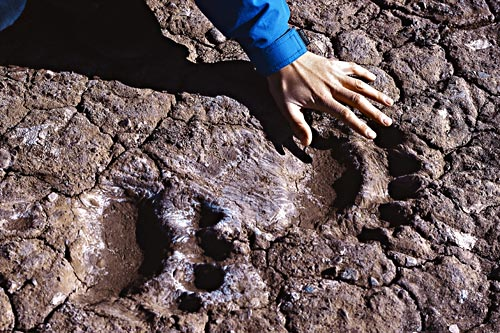
رد پینه پای خرس قطبی